# 克里斯·波什
克里斯托弗·衛森·波什（英語：Christopher Wesson Bosh，1984年3月24日—），美国NBA职业篮球运动员，曾效力于多倫多暴龍、邁阿密熱火隊，司职大前锋和中锋。他在2003年NBA选秀中以第1轮第4顺位被多倫多暴龍选中。
基斯·保殊的昵称是CB4，CB是他名字的首字母缩写，4是暴龍時期球衣背号，第一个这么称呼他的是猛龙队解说员查克·斯威斯基。赛场下的波什经常参加慈善活动和社区公益服务，由于自己童年的经历，他创建了基斯·保殊慈善基金会，协助提高达拉斯和多伦多青少年体育的教育事业，有规律的向青少年讲述阅读的好处。2017年休賽期中，邁阿密熱火隊宣佈裁掉克里斯·波什，結束6年效力熱火的生涯。
邁阿密熱火隊承諾高舉他的1號球衣，感謝他對熱火的貢獻。波許於2019年2月13日正式宣佈退休。

## 職業生涯

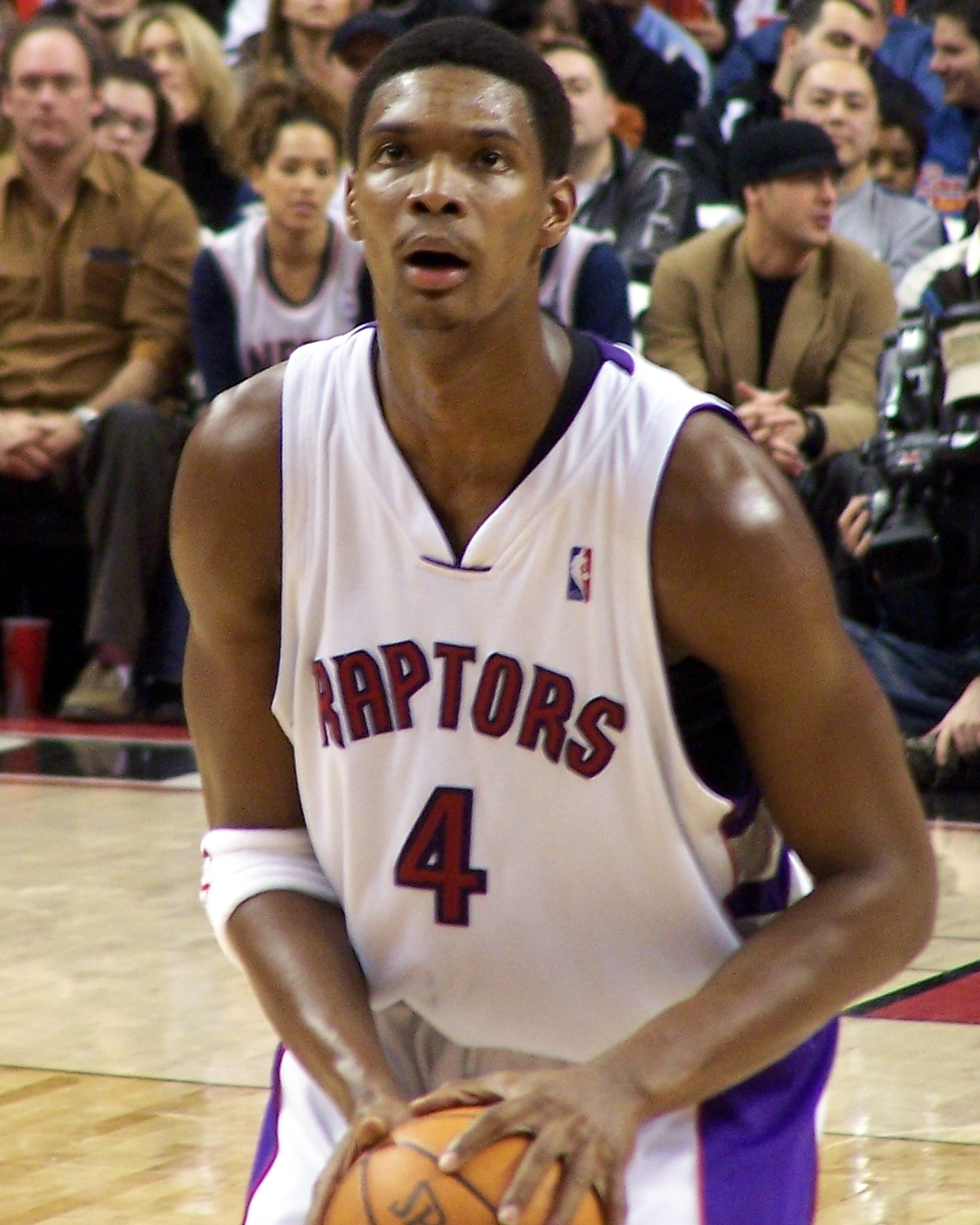
正在罚球的波什

### 多倫多猛龙
在选秀大年2003年NBA选秀中，保殊在勒布朗·詹姆斯、达科·米里西奇和卡梅隆·安东尼后，在第一轮第四顺位被多伦多猛龙队选中，并且在7月8日正式和他签约。之前有多支NBA球队对波什提出了交易要求，他们知道在文斯·卡特在对猛龙管理层施加交易的压力而球队急需一位经验丰富的射手。但是球队总经理格兰·格伦华尔特拒绝了所有球队提出的交易要求。
2003-04赛季中，作为新秀的基斯·保殊在安东尼奥·戴维斯交易去芝加哥公牛队后成功的获得了首发中锋的位置。逐渐在球队中坐稳主力的波什拥有着十足的热情并且刻苦的训练，在整个新秀赛季中他在出场的75场比赛中取得了场均33.5分钟的出场时间、11.5分、7.4个篮板、1.41个盖帽，其中篮板和盖帽数据都是全联盟新秀排名第一的，也以557个篮板成为NBA新秀历史最高纪录。波什入选了2003-04赛季NBA新秀第一阵容。

#### 球隊的新希望
2004年12月，暴龍不再著迷於前球隊特權球員文斯·卡特，在卡特被交易的同時暴龍隊開始圍繞著球隊新領袖波許打造一支新球隊。在此後卡特離開的比賽中，這位大前鋒在場均38.1分鐘的出場時間裡取得了18.4分、9.5個籃板和1.6個阻攻，每項資料都取得了進步。他出色的表現是他在2005年1月3日-9日首次成為東部聯盟當周最佳球員。在賽季結束後，分析家預言保殊有朝一日將成為一位全明星球員。2004-05賽季結束後，保殊分別以場均16.8分和8.9個籃板成為球隊得分和籃板的第一人。

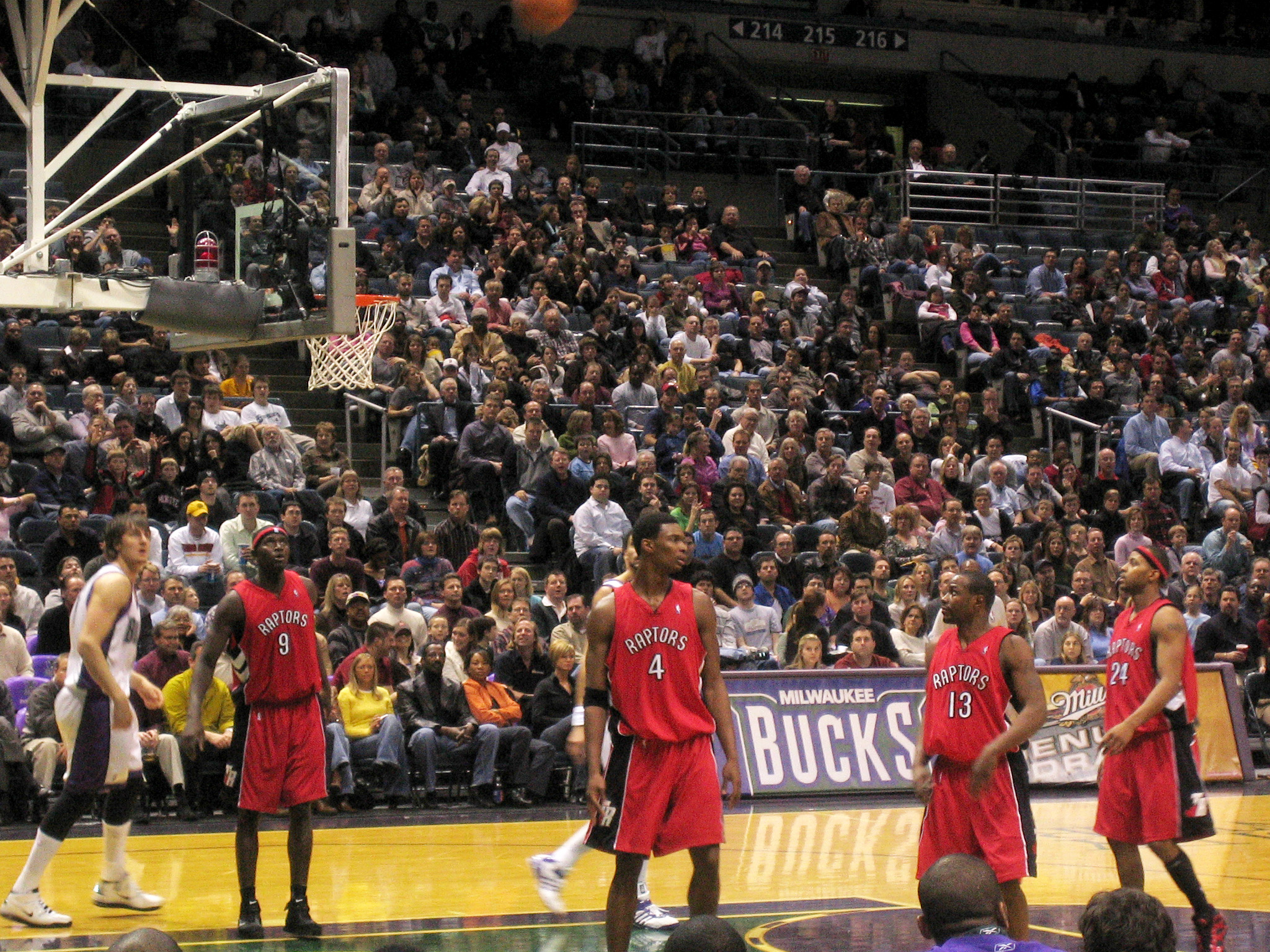
波許和他的隊友在2005-06賽季對陣密爾瓦基公鹿隊的比賽中。從左起：佩普·索烏、波許、迈克·詹姆斯和莫里斯·皮特森。

在2005-06賽季之前，波許成為了多倫多隊的隊長，賽季中他始終保持了雙十的出色表現，得分、籃板和上半場投籃命中率都是全隊之冠。2006年2月9日，波許職業生涯首次入選NBA全明星賽，他參加了在休士頓進行的2006年NBA全明星賽，作為替補前鋒出場他是卡特和安東尼奧·大衛斯後球隊出現的第三位全明星球員。就在他當選三天后就再次當選NBA東部聯盟當周最佳球員，這也是他第二次當選。2006年3月，賽季即將結束時波許遭受了傷病困擾，暴龍隊成績一下滑落到1勝10負。由此可以看出波許在進攻戰中對球隊的影響之大，也是當之無愧的球隊核心。暴龍最終在賽季中取得27勝55負的糟糕戰績，波許個人卻有著場均22.5分、9.2個籃板和2.6個助攻的好數據。
儘管在2006-07賽季前，暴龍隊大名單中離去了他的好友迈克·詹姆斯和查理·維拉紐瓦，2006年7月14日，波許還是正式將其三年的合同擴展到四年。據報導合同為四年6500萬美元。在合同簽約時波什說:“我認為球隊的未來是非常積極的…改變是肯定的…我們有一群有求勝欲和十分努力的球員”在同一個新聞發佈會上，波許也捐出了1,000,000美元給多倫多的慈善組織，用於社區遺跡工程。

#### 帶領球隊取得分區冠軍
2006-07賽季，在暴龍隊時常因主力傷病不能齊上的情況下，還是在NBA全明星週末間歇期時以0.500分的微弱優勢排列分區第一。波許在其中起到了至關重要的核心作用，他的能力也得到了進一步的提高。這是他首次以先發球員的身份參加全明星賽，也是他第二次參加這項NBA最高榮譽的賽事，他在2006-07賽季的上半段取得了場均22分和11個籃板。2007年1月31日，在對陣華盛頓巫師的比賽中波許在第三節結束前投中一個22.5公尺外的超遠距離壓哨三分。他在2007年1月奪得了當月的東部最佳球員。波許在一月份帶領球隊取得了10勝5負的佳績，並且個人資料方面取得了場均25.4分和9.1個籃板。2007年2月7日波許在主場取得了其職業生涯最高的單場41分，加航中心氣氛空前高漲，球迷不斷的齊聲高喊“MVP”兩天後，波許在對陣洛杉磯湖人隊的比賽中拿下29分和11個籃板，在下半場更是10投10中。

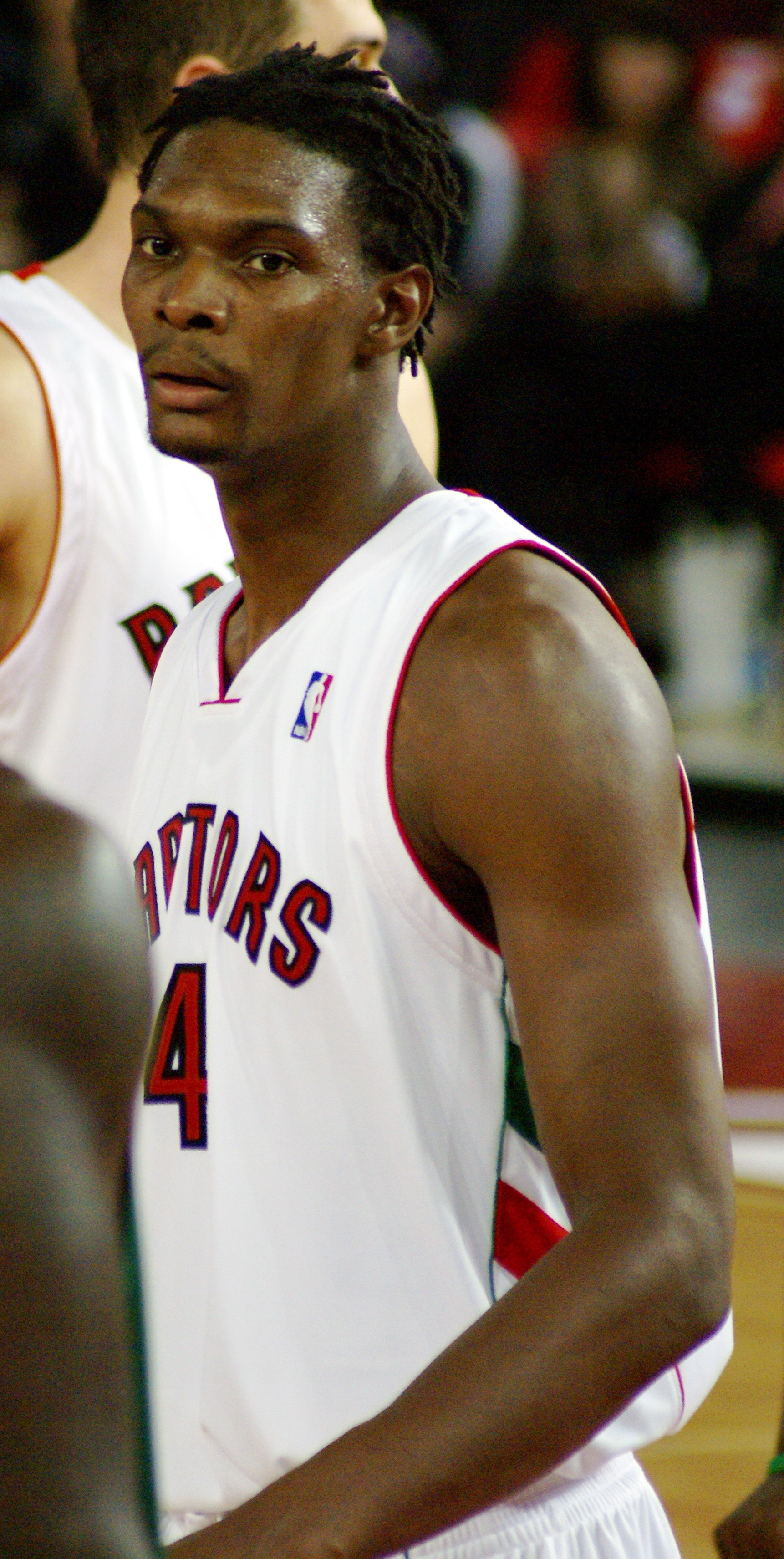
克里斯·波許

在2007年3月28日，在主場擊敗邁阿密熱火的比賽中波許刷新了這支球隊球員雙十次數的紀錄。在其不長的職業生涯中第三次當選東部當周最佳球員，帶領暴龍隊四年裡首次取得季後賽的資格。多倫多暴龍隊更是歷史上首次奪得大西洋分區的冠軍頭銜，最終在常規賽中取得47勝35負的成績，其中包括主場30勝11負的球隊記錄。波許在例行賽中取得場均22.6分和10.7個籃板的雙十數據，皆為職業生涯最高，在2007年季後賽中他場均拿下17.5分和9.0個籃板。2006-07賽季結束後他成功入選NBA全明星第二陣容。

### 邁阿密熱火
2010年7月成為自由球員後，波什選擇與邁阿密熱火簽約。2011-2012年，熱火三角网領軍打進季後賽，更擊倒塞爾特人和公牛队等，最後冠軍賽則是輸給小牛。2012年6月22擊敗雷霆隊，獲得隊史第二座總冠軍。2013年則擊敗馬刺隊，獲得隊史第三座總冠軍。2014-15 賽季因為肺部血凝塊症狀將缺席本季剩餘賽事。
2016年1月29日，NBA官方公布2016年全明星正赛替补名单，波什入选东部替补阵容。

## 国家隊生涯
波什的国家隊生涯开始于2002年，当时的他加盟了美国青年篮球队参加世青赛，比赛中美国队取得4胜1负的战绩，最终获得赛事铜牌。
在他进入NBA联盟后，波什在2006年3月加入了2006-2008年美国国家男子篮球队的系列赛事，最终目标是北京奥运会。在世界篮球锦标赛前帮助球队取得了国际赛事的五连胜，2006年8月，波什成为世锦赛美国梦之队的成员之一。他同德韦恩·韦德, 勒布朗·詹姆斯, 卡梅隆·安东尼和柯克·韓瑞克一起被征召入国家队参加2006年世界男子篮球锦标赛。队伍最终只获得了赛事的铜牌，在半决赛中球队爆冷败给了希腊国家男子篮球队，而在三四名决赛中球队击败了2004年雅典奥运会冠军阿根廷。赛事中波什的投篮命中率排在第六位。

## 個人資料
208公分和104公斤的波許有著出色的移動速度，運動能力和大個球員中不錯的處理球能力。他以出色的上籃得分和製造犯規著稱，但是他的跳投能力也十分了得。作為暴龍隊的進攻核心，波許在受到雙人包夾時可以無私的將球傳到一個更有利於投籃的位置。波許在2006年夏天不斷的提高自己的投籃和三分能力，在2006-07賽季中可以明顯的感到這種進步。在2006年11月8日和費城76人隊的比賽中他在終場前6.1秒投中一個絕殺的三分球。
在回憶之前的遠距離投球經歷時，當年還是新秀的波許曾在一場對陣休士頓火箭的比賽中投中一個追平比分的壓哨三分將比賽拖入加時賽。在2006-07賽季，波許三分球35投12中，有著34.3%的三分球命中率。
作為球隊的領袖，波許總是在比賽中做出表率。在球場上他並沒有太多的言語，保持著安靜和謙遜的作風，但是他希望隊友們可以和他保持同步。波許也會嚴厲的喝斥隊友做的不盡力和粗糙的配合。

## 生涯數據

### NBA常规賽數據統計
| 賽季     | 球隊       | 出賽 | 先發 | 平均上場時間(分鐘) | 投籃命中率(%) | 三分球命中率(%) | 罰球命中率(%) | 平均籃板 | 平均助攻 | 平均抄截 | 平均阻攻 | 平均得分 |
| -------- | ---------- | ---- | ---- | ------------------ | ------------- | --------------- | ------------- | -------- | -------- | -------- | -------- | -------- |
| 2003–04  | 多倫多暴龍 | 75   | 63   | 33.5               | 45.9          | 35.7            | 70.1          | 7.4      | 1.0      | 0.8      | 1.4      | 11.5     |
| 2004–05  | 多倫多暴龍 | 81   | 81   | 37.2               | 47.1          | 30.0            | 76.0          | 8.9      | 1.9      | 0.9      | 1.4      | 16.8     |
| 2005–06  | 多倫多暴龍 | 70   | 70   | 39.3               | 50.5          | 0.0             | 81.6          | 9.2      | 2.6      | 0.7      | 1.1      | 22.5     |
| 2006–07  | 多倫多暴龍 | 69   | 69   | 38.5               | 49.6          | 34.3            | 78.5          | 10.7     | 2.5      | 0.6      | 1.3      | 22.6     |
| 2007–08  | 多倫多暴龍 | 67   | 67   | 36.2               | 49.4          | 40.0            | 84.4          | 8.7      | 2.6      | 0.9      | 1.0      | 22.3     |
| 2008–09  | 多倫多暴龍 | 77   | 77   | 38.0               | 48.7          | 24.5            | 81.7          | 10.0     | 2.5      | 0.9      | 1.0      | 22.7     |
| 2009–10  | 多倫多暴龍 | 70   | 70   | 36.1               | 51.8          | 36.4            | 79.7          | 10.8     | 2.4      | 0.6      | 1.0      | 24.0     |
| 2010–11  | 邁阿密熱火 | 77   | 77   | 36.3               | 49.6          | 24.0            | 81.5          | 8.3      | 1.9      | 0.8      | 0.6      | 18.7     |
| 2011–12† | 邁阿密熱火 | 57   | 57   | 35.2               | 48.7          | 28.6            | 82.1          | 7.9      | 1.8      | 0.9      | 0.8      | 18.0     |
| 2012–13† | 邁阿密熱火 | 74   | 74   | 33.2               | 53.5          | 28.4            | 79.8          | 6.8      | 1.7      | 0.9      | 1.4      | 16.6     |
| 2013–14  | 邁阿密熱火 | 79   | 79   | 32.0               | 51.6          | 33.9            | 82.0          | 6.6      | 1.1      | 1.0      | 1.0      | 16.2     |
| 2014–15  | 邁阿密熱火 | 44   | 44   | 35.4               | 46.0          | 37.5            | 77.2          | 7.0      | 2.2      | 0.9      | 0.6      | 21.1     |
| 2015–16  | 邁阿密熱火 | 53   | 53   | 33.5               | 46.7          | 36.5            | 79.5          | 7.4      | 2.4      | 0.7      | 0.6      | 19.1     |
| 生涯總計 | 生涯總計   | 893  | 881  | 35.8               | 49.4          | 33.5            | 79.9          | 8.5      | 2.0      | 0.8      | 1.0      | 19.2     |
| 明星賽   | 明星賽     | 9    | 3    | 19.4               | 52.4          | 33.3            | 53.3          | 5.1      | 1.1      | 1.0      | 0.2      | 10.9     |

### NBA季後賽數據統計
| 賽季     | 球隊       | 出賽 | 先發 | 平均上場時間(分鐘) | 投籃命中率(%) | 三分球命中率(%) | 罰球命中率(%) | 平均籃板 | 平均助攻 | 平均抄截 | 平均阻攻 | 平均得分 |
| -------- | ---------- | ---- | ---- | ------------------ | ------------- | --------------- | ------------- | -------- | -------- | -------- | -------- | -------- |
| 2007     | 多倫多暴龍 | 6    | 6    | 37.0               | 39.6          | 20.0            | 84.2          | 9.0      | 2.5      | 0.8      | 1.8      | 17.5     |
| 2008     | 多倫多暴龍 | 5    | 5    | 39.8               | 47.2          | 14.3            | 83.3          | 9.0      | 3.6      | 1.6      | 0.4      | 24.0     |
| 2011     | 邁阿密熱火 | 21   | 21   | 39.7               | 47.4          | 0.0             | 81.4          | 8.5      | 1.1      | 0.7      | 0.9      | 18.6     |
| 2012†    | 邁阿密熱火 | 14   | 10   | 31.4               | 49.3          | 53.8            | 82.7          | 7.8      | 0.6      | 0.4      | 1.0      | 14.0     |
| 2013†    | 邁阿密熱火 | 23   | 23   | 32.7               | 45.8          | 40.5            | 73.3          | 7.3      | 1.5      | 1.0      | 1.6      | 12.1     |
| 2014     | 邁阿密熱火 | 20   | 20   | 34.3               | 50.7          | 40.5            | 75.0          | 5.6      | 1.1      | 0.9      | 1.0      | 14.9     |
| 生涯總計 | 生涯總計   | 89   | 85   | 35.2               | 47.3          | 38.6            | 80.0          | 7.5      | 1.3      | 0.8      | 1.2      | 15.6     |

### 其他成績
- 03-04赛季NBA新秀第一阵容
- 7次入选NBA全明星（包括09-10赛季），其中2次首发
- 06-07赛季NBA最佳阵容第二队
- 06-07赛季常规赛大西洋赛区冠军
- 2008年北京奥运会男子篮球金牌
- NBA歷史上得到1,000分第三年輕的球員。
- NBA歷史上得到20分和20個籃板第四年輕的球員。